# Suasoriae
Le suasoriae erano nella retorica tardo-repubblicana e augustea delle declamazioni che riprendevano le vecchie "tesi" o quaestiones infinitae.
L'aspirante oratore doveva calarsi in una situazione storica o mitica e persuadere (appunto suadeo in latino significa "cercare di convincere") un determinato personaggio a compiere o meno l'atto chiave della sua esistenza, sostenendo in due distinti discorsi tutte le possibili argomentazioni a favore o meno di una presa di posizione.
Ecco alcuni "temi" topici: Alessandro Magno deve decidere se affrontare o no il viaggio attraverso l'oceano; i trecento spartani alle Termopili meditano se cercare di resistere contro i persiani o fuggire; Cicerone riflette se bruciare i propri scritti in cambio della salvezza dalla vendetta di Antonio.